# فريد عبود
فريد عبود (بالإنجليزية: Farid Abboud)‏ دبلوماسي لبناني وسفير الجمهورية اللبنانية في جمهورية الصين الشعبية سابقا منذ يونيو 2013. قبل أن يصبح سفيرا لدى الصين، شغل عبود منصب سفير للبنان لدى تونس في الفترة من يوليو 2007 وحتى يونيو، وشغل أيضا منصب السفير لدى الولايات المتحدة من مارس 1999 وحتى يوليو 2007.
عبود حاصل على دبلوم الدراسات العليا في العلوم السياسية من جامعة القديس يوسف في بيروت وشهادة الدكتوراه في التاريخ من جامعة كاليفورنيا، لوس أنجلوس.
بدأ عبود مسيرته الدبلوماسية في وزارة الخارجية في بيروت عام 1974. من 1973 إلى 1977 عمل أستاذا مساعدا للعلوم السياسية في جامعة القديس يوسف في بيروت. من 1990 إلى 1995، شغل فريد منصب القنصل العام في القنصلية العامة للبنان في لوس أنجلوس. ابتداء من عام 1995، أصبح مساعد المدير العام لإدارة الشؤون السياسية في وزارة الخارجية. خدم أيضًا في سفارات لبنان في كل من موسكو ولندن وروما.
عمل عبود أيضًا كعضو في وفد لبنان في العديد من المؤتمرات الدولية. من بين هذه الوفود، فريق مراقبة التفاهم في جنوب لبنان في أبريل 1996، وجلسات الجمعية العامة للأمم المتحدة أعوام 1997 و1998 و1999، واجتماعات قمة حركة عدم الانحياز لعامي 1996 و1998. ألقى عبود خطابا في مجلس الشؤون العالمية في لوس أنجلوس حول لبنان تحت عنوان: «لبنان وعملية السلام: تحديث».

## تقارير وخطابات
- لبنان وعملية السلام: خطاب ألقاه في مجلس الشؤون العالمية في لوس أنجلوس في 28 يونيو 1998.
- لبنان والوضعية الحالية في الشرق الأوسط: خطاب ألقاه في مجلس الشؤون العالمية في لوس أنجلوس في 14 أكتوبر 2002.
- لبنان والوضعية الحالية في الشرق الأوسط: خطاب ألقاه في معهد الشرق الأوسط في 12 مارس 2003.
- لبنان ستحارب الفساد بواسطة «سلطة القانون»: خطاب ألقاه في مركز الحوار بفيينا.

## حياته الشخصية
الدكتور فريد عبود متزوج من السيدة ريم هلال وأب لابن واحد.

## روابط خارجية
- الموقع الرسمي للدكتور فريد عبود